# 奥巴代亚·莫约
奥巴代亚·莫约（Obadiah Moyo）是津巴布韦政治人物，曾担任医院管理人员。2018年，他被任命为该国卫生与儿童保健部长。2020年6月19日，他因涉嫌参与一项涉及数千万美元的诈骗案而被逮捕，并以渎职的罪名遭到起诉。在警察局过夜后，他以5万美元获得保释。2020年7月7日，津巴布韦总统埃默森·姆南加古瓦将其从内阁部长职位上免职，理由是其“行为不符合政府部长的身份”。

## 医疗生涯
莫约曾担任津巴布韦肾脏基金会透析服务部的执行主任，致力于为医院引进更多透析机。此后，莫约因在肾移植与透析治疗方面的研究而受到认可。在萨莉·穆加贝（罗伯特·穆加贝的第一任妻子）与肾病斗争期间，莫约曾参与为她提供透析治疗。

## 政治生涯
2018年9月，在莫约担任奇通圭扎中央医院首席执行官超过十年之后，总统埃默森·姆南加古瓦任命他为卫生与儿童保健部长，接替戴维·帕里雷尼亚图瓦。在莫约上任的第一年津巴布韦便爆发了霍乱疫情，医生们因医院条件恶劣、药品短缺及工资问题而多次罢工。2020年3月，莫约被任命为国家新冠病毒应对工作组负责人。然而他的部长任期始终伴随着频繁而持续的质疑，其中有人指控他伪造医学资历，是一名“学术骗子”而非其自称的医生。
2020年6月，莫约因貪腐和滥用职权被捕。他被控在未遵循政府采购程序、未进行招标的情况下，透過卫生部非法授予总额达6000万美元的合约给德拉克斯国际有限责任公司和贾吉投资（一家由加里凯·普林斯·穆希宁加博士拥有的纳米比亚公司），用于采购新冠病毒检测物资与设备。这些合约最终被取消，莫约也于2020年7月7日被免去部长职务。2021年10月，法院撤销了对他的指控。高等法院在上诉裁决中指出，检方的指控缺乏明确性。
2020年还曝出，莫约是津巴布韦储备银行农业机械化计划的主要受益人之一，他于此获得了金额为130,963美元的援助款项，但该款项并未偿还。

## 个人生活
莫约出生于古图，年轻时他在当地酒吧以“DJ The Mighty Biscuit”的艺名而闻名。他与露西·梅莫里结婚，两人育有四个孩子。其中一人阿什莉·莫约后来以音乐人的身份成名。